# Zdenka Datheil
Nelly Zdenka Arnoštová, známá jako Zdenka Datheil (26. prosince 1908, Praha, Rakousko-Uhersko – 27. srpna 2000, Goussonville) byla francouzská malířka, umělkyně a fotografka československého původu.

## Životopis
Nelly Zdenka Arnoštová začala svou kariéru jako dekoratérka Národního divadla v Praze. V roce 1939 uprchla před válkou a našla útočiště v Bělehradě. Po návratu do Prahy v roce 1945 dorazila do Paříže v následujícím roce, kde své obrazy a rytiny podepisovala dívčím jménem (Nelly Arnoštová), například v knihkupectví Palmes (1950), pak od roku 1961 prostě jako Datheil.
Po pobytu ve Španělsku se v roce 1957 provdala za básníka Raymonda Datheila, s nímž se seznámila o pět let dříve, a stala se naturalizovanou Francouzkou. Společně překládali hlavní dílo Josefa Bora, Le Requiem de Terezin (Robert Laffont, 1965). Zdenka Datheil také překládala do francouzštiny slovenské básníky jako Krista Bendová (Gründ, 1966).
V roce 1969 vystavovala v Galerii de l'Université (Paříž), v jejím katalogu předmluvu napsal Max-Pol Fouchet; téhož roku za svou práci získala ocenění Grand Prix des Beaux-Arts města Paříž. V letech 1977 až 1998 pravidelně vystavovala ve Švýcarsku, mimo jiné v Cantonal Museum of Fine Arts v Lausanne (1980). V roce 2000 darovala „fond Raymonda Datheila" literární knihovně Jacquese Douceta.
Je pohřbena po boku svého manžela na hřbitově Saint-Étienne-la-Geneste.

## Práce
Grafická tvorba autorky zahrnuje oleje na plátně, akvarely, kresby tuší, dřevoryty, lepty a fotografie. Její témata oscilují mezi abstrakcí a figurací.

### Sbírky
- Beauvais, MUDO - Muzeum Oise
  - Kompozice[7], kresba, 1969.
- Paříž, CNAP
  - Aquatique[8], olej na plátně, před rokem 1967.
- Paříž, Muzeum moderního umění v Paříži
  - Kompozice II[9], inkoust a papírový kvaš, 1963.
  - Draperie[10], inkoust a papírový kvaš, 1967.
  - Pro neznámé město[11], inkoust na papíře, c. 1968.
- Paříž, Národní muzeum moderního umění
  - Kompozice na zeleném pozadí[12], olej na plátně, 1959-1962.
  - Portrét ptáka, který neexistuje[13], tuš na papíře, 1969

### Ilustrovaná díla
- Raymond Datheil, Nouvelles signatures (Nové podpisy), frontispis, José Corti, 1961.
- André Simoncini, Aube impalpable, frontispis, předmluva Raymond Datheil, 1977.
- Vahé Godel, Poussières, frontispis, Saint-Germain-des-Prés, 1977.
- Raymond Datheil, Z. peint, obálka, A.-G. Nizet, 1979.
- Raymond Datheil, Signé sur le sable, ilustrace, Saint-Benoît-sur-Loire, Renaissance de Fleury, 1982.